# 环太平洋大学短期大学部
环太平洋大学短期大学部（日语：／ Kantaiheiyō Daigaku Tankidaigakubu *），简称爱短，是過去一所位于日本爱媛县宇和岛市的私立短期大学，於2024年廢止。前爱媛女子短期大学（日语：／ Ehime Joshi Tankidaigaku *）。

## 概要

### 简介
- 源流成立于1940年[2]、短期大学成立于1966年[2]、由学校法人创志学园经营。招収只女学生从开办[1]。

### 历史
- 1966年 爱媛女子短期大学成立并同时设置两个学科即食物营养科和保育科[2]。
- 1978年 改校名为大和女子短期大学[3]。
- 1982年 改校名为爱媛女子短期大学[3]。
- 2006年 健康体育学科[注 3]成立[2]。
- 2007年 食物营养科改名为食物营养学科[3]。
- 2008年 食物营养学科招生最后、次年停止招生（正式停办于2010年3月31日[3]）。
- 2011年 健康体育学科[注 3]招生最后、次年停止招生[3][2]。
- 2012年 改校名为环太平洋大学短期大学部。学科改编为人类发达学科[2]。

### 宪章
- 请参看环太平洋大学短期大学部的标志 （页面存档备份，存于） （日語） 2014年1月30日阅览。

## 学校环境
- 校区：在爱媛县宇和岛市

## 历任校长
- 萩森トモエ：第一代短期大学校长[2]。
- 古藤高良：最后现在短期大学校长[4]

## 著名人和有关人员
- 松居一代：特别承认教授

## 组织

### 学科
- 人类发达学科

### 前学科
- 儿童学科[注 1]
- 食物营养学科[注 2]
- 健康体育学科[注 3][注 4]

### 专科
| - 没有 |

### 业余课程
| - 没有 |

### 附属学校
| - 幼儿园 |

### 附属机关
| - 图书馆 |

## 相关链接
- 日本短期大学列表
- 环太平洋大学